# عمارة بن الوليد
عمارة بن الوليد بن المغيرة هو ابن الوليد بن المغيرة المخزومي أحد سادات مكة، وأخو الصحابي خالد بن الوليد والوليد بن الوليد وهشام بن الوليد. عمارة بن الوليد هو الذي عرضته قريش على أبي طالب عم النبي بدلاً من الرسول. فأبى عم الرسول هذه الصفقة قائلاً لهم:
| عمارة بن الوليد | آخذ ولدكم لأغذيه، وأعطيكم ولدي لتقتلوه. والله لا يكون هذا أبدا | عمارة بن الوليد |

## سيرته
اختلفوا في إسلامه، وذكر ابن حجر العسقلاني أن الصحيح أنه مات كافرًا؛ وكان النبي قد دعا عليه لما وضع عقبة بن أبي معيط سَلَى الجزُور على ظهره وهو يصلي.
سافر مع عمرو بن العاص من عند قريش إلى النجاشي لما هاجر المسلمون إليه؛ ليردَّهم إليهم، وترك عمارة أهله وولده بمكة؛ منهم الوليد، وأبو عبيدة، وعبد الرحمن، وهشام. وكان عمارة بن الوليد رجلًا وسيمًا، فاستهوى جارية لعمرو بن العاص؛ فاطلع عمرو على ذلك، فغضب، وحقد عليه، فلما استقر عند النجاشي استهوى عمارة زوجة النجاشي، وكان عمارة جميلًا، فهويته، وواصلته، فاطلع عمرو على ذلك، فأخبر به النجاشي، فعلم النجاشي، فتم الانتقام منه بأن قيدوه ثم نفخوا في أحليله السم وتركوه هائماً مع الحيوانات الوحشية هناك.

## نسبه
- أبوه: الوليد بن المغيرة بن عبد الله بن عمرو بن مخزوم بن يقظة بن مرة بن كعب بن لؤي بن غالب بن فهر بن مالك بن النضر بن كنانة بن خزيمة بن مدركة بن إلياس بن مضر بن نزار بن معد بن عدنان.، أبو خالد.[4]
- أمه: لبابة بنت الحارث.

## في السينما والتلفزيون
- 2009 : فيلم الخوافي والقوادم في نصرة الإسلام وقام بدور عمارة الممثل علاء الخولي.
- 2003 : مسلسل رجل الأقدار، وقام بتجسيد دور عمارة الممثل بهاء ثروت.